# Austraphorurinae
Sous-famille
Les Austraphorurinae sont une sous-famille de collemboles de la famille des Tullbergiidae.

## Liste des genres
Selon Checklist of the Collembola of the World (version du 21 septembre 2019) :
- Doutnacia Rusek, 1974
- Jevania Rusek, 1978
- Najtiaphorura Weiner & Thibaud, 1991
- Scaphaphorura Petersen, 1965

## Publication originale
- Luciáñez & Simón, 1992 : Un nuevo genero y dos neuvas tribus de Tullbergiinae (Collembola, Onychiuridae) de la Peninsula Iberica. Eos, vol. 62, no 2, p. 105-114.